# Biltzheim
Biltzheim (deutsch und bis 2003 französisch Bilzheim, elsässisch Biltze) ist eine französische Gemeinde mit 483 Einwohnern (Stand 1. Januar 2022) im Département Haut-Rhin in der Region Grand Est (bis 2015 Elsass). Sie gehört zum Arrondissement Thann-Guebwiller und ist Mitglied im Gemeindeverband Communauté de communes du Centre Haut-Rhin. Die Bewohner werden Biltzheimois und Biltzheimoises genannt.

## Geografie
Biltzheim liegt zehn Kilometer südlich von Colmar am linken Ufer der Ill.
Die Nachbargemeinden im Uhrzeigersinn sind Oberhergheim im Norden und Osten, Niederentzen im Süden, Oberentzen im Südwesten und Rouffach im Westen.

## Geschichte
Der Ort wurde 1278 als Bilolzheim, Wohnstatt eines Mannes namens Bilold, erstmals erwähnt.
Von 1871 bis zum Ende des Ersten Weltkriegs gehörte Bilzheim als Teil des Reichslandes Elsaß-Lothringen zum Deutschen Reich und war dem Kreis Gebweiler im Bezirk Oberelsaß zugeordnet. Vom Ersten Weltkrieg blieb der Ort weitgehend verschont. Im Zweiten Weltkrieg wurde er vorübergehend Ortsteil der Nachbargemeinde Oberhergheim.

## Bevölkerungsentwicklung

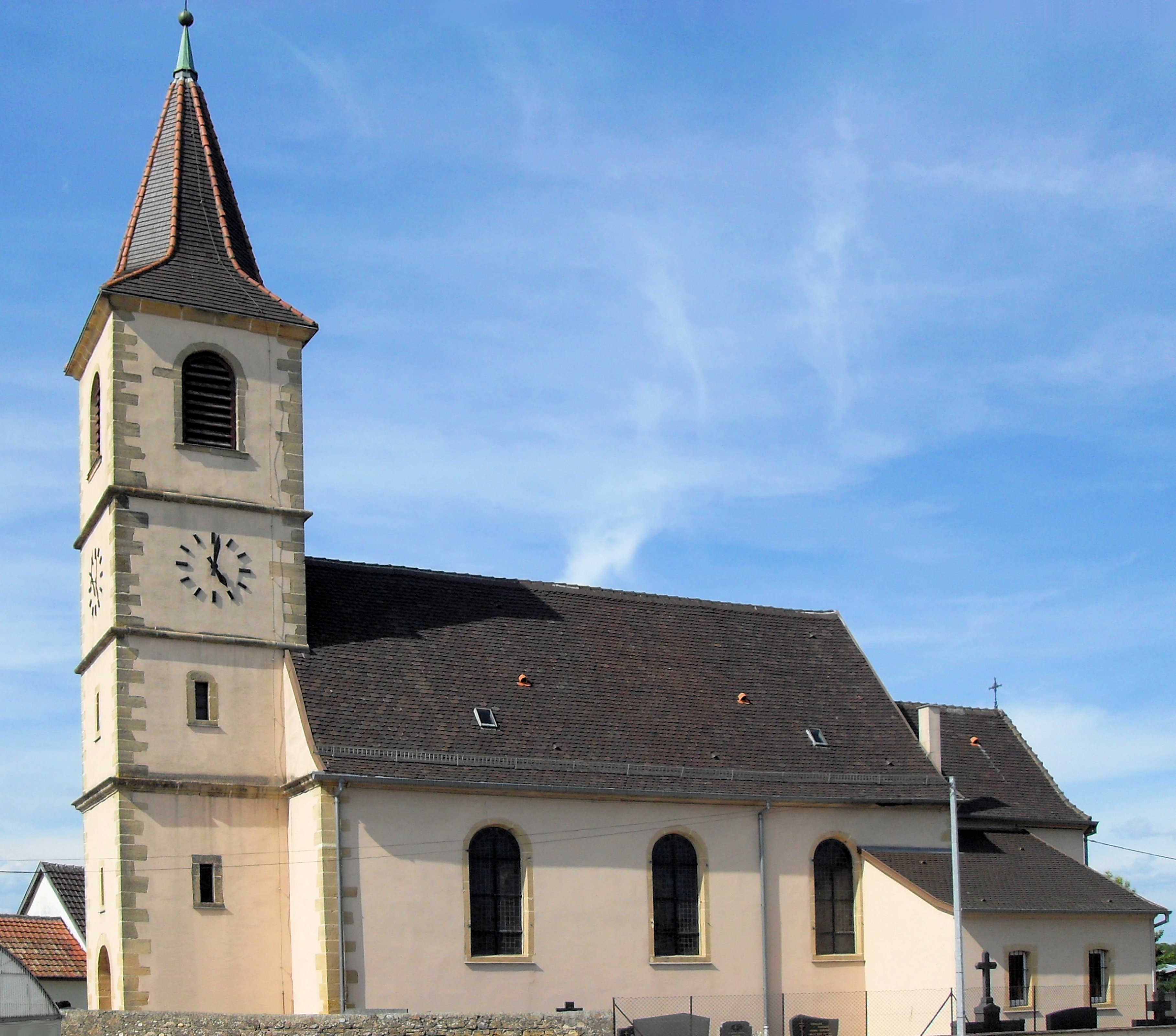
Kirche St. Georg

| Jahr      | 1910 | 1962 | 1968 | 1975 | 1982 | 1990 | 1999 | 2007 | 2018 |
| --------- | ---- | ---- | ---- | ---- | ---- | ---- | ---- | ---- | ---- |
| Einwohner | 231  | 146  | 162  | 154  | 153  | 314  | 334  | 365  | 455  |

## Sonstiges
Die private Rennstrecke Anneau du Rhin (Rheinring) liegt zwei Kilometer südöstlich des Dorfes.